# Téléchargement définitif avec sauvegarde
Pour les articles homonymes, voir Téléchargement (homonymie) et TDS.
Le téléchargement définitif avec sauvegarde (TDS) est, dans le cadre de l’achat d’un fichier, la possibilité pour l'internaute de conserver le fichier téléchargé sur son ordinateur et pouvoir y accéder autant de fois qu'il le souhaite sans condition de durée. En sus, il lui est mis à disposition une ou plusieurs copies de sauvegarde. Par exemple, s'il achète une vidéo, il lui est proposé un DVD.
Ceci ne signifie pas obligatoirement que l'internaute a lui-même la possibilité de faire une sauvegarde du fichier.
Les délais de sortie des films en TDS sont de 33 semaines après la sortie du film en salles, c’est-à-dire un mois et demi de plus que les sorties dvd.
L'intérêt avancé du TDS est le nomadisme, c'est-à-dire la possibilité de regarder une video à n'importe quel moment et sur n'importe quel support.

## Historique
- Juillet 2006 : Universal Pictures et TF1 proposent le TDS via le site TF1Vision à l'occasion de la sortie DVD de King Kong.